# Lucia Martínez Santidrian
Sor Lucia Martínez Santidrian (Valdelateja, Burgos, 1923 - Olesa de Montserrat, 4 de juliol del 2016) va ser monja de la Congregació de les Filles de la Caritat al Convent de Sant Vicenç de Paül d'Olesa de Montserrat. Va arribar a Olesa el 10 de juny de 1946. Va dedicar 70 anys de la seva vida a la professió per la societat olesana fins a la seva mort el 4 de juliol de 2016.
L'any 1996, quan es van complir els cinquanta anys de l'arribada de Sor Lucía a Olesa, l'Ajuntament li va atorgar el títol de Filla Adoptiva d'Olesa en el decurs d'un acte solemne que es va celebrar al Teatre de la Passió.
El 24 d'abril de 2008 es va posar el seu nom a un carrer d'Olesa, amb la voluntat que aquest reconeixement es fes extensiu a la resta de germanes de la comunitat.